# پادشاهی کوش
پادشاهی کوش دولتی باستانی در آفریقا بود که در نقطه تلاقی رودخانه‌های نیل آبی، نیل سفید و آتبارا (در سودان کنونی) قرار داشت.

## آغاز

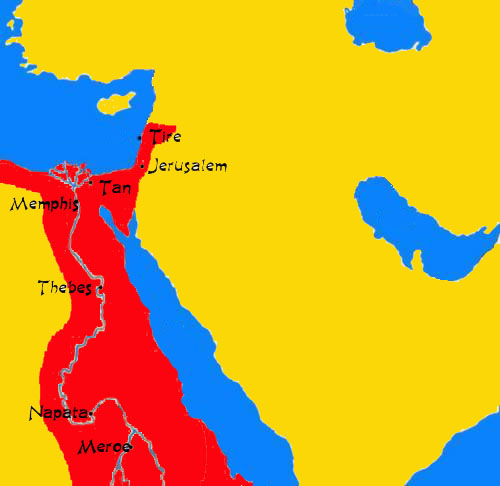
نقشه امپراتوری کوش 700ق.م

این پادشاهی پس از پایان عصر برنز و سقوط پادشاهی نوین مصر تشکیل شد. مرکز این پادشاهی در ابتدا در نپته قرار داشت. پس از آنکه شاه کاشتا در قرن ۸ پیش از میلاد به مصر هجوم برد، شاهان کوش به مدت یک قرن به عنوان فراعنه دودمان بیست و پنجم مصر حکومت کردند تا این که پسامتیک یکم در ۶۵۶ پیش از میلاد آنان را از مصر بیرون راند.
طی دوران باستان، پایتخت این پادشاهی در مروی قرار داشت. جغرافیدانان یونانی این ناحیه را اتیوپی نامیده‌اند. پادشاهی کوش تا قرن ۴ پیش از میلاد پابرجا ماند تا این که بر اثر شورش‌های مداوم به شدت ضعیف گشت و پایتخت آن بدست پادشاهی آکسوم فتح شد. پس از سقوط پادشاهی کوش، چندین دولت محلی جای آن را گرفتند که در میان آنها، دولت نوبیا قرار داشت.